# Blois-Viena
Blois-Viena, o el barrio Viena (en francés: Blois-Vienne o quartier Vienne; en latín: Vienna), designa comúnmente la parte sur de la localidad de Blois (Francia), y corresponde a la orilla izquierda del río Loira en la ciudad.
Este distrito, que cuenta actualmente con unos 6.000 habitantes,es el legado material de la antigua aldea de Vienne-lez-Blois, que permaneció independiente del dominio real hasta principios del siglo XVII, cuando fue anexionada a la ciudad, primero como arrabal y después como distrito.

## Toponimia
Hoy en día, los vecinos suelen denominar a su barrio “Blois-Vienne”, el “quartier Vienne” o meramente “Vienne”, donde Vienne es en francés homónimo de Viena (capital de Austria) o del río Vienne (en Francia).
En español, se puede pronunciar o escribir tal “Vienne” como “Viena”, aunque los franceses no pronuncian ninguna vocal después de la n (pronunciación en francés: /vjɛn/ (escucharⓘ)), al igual que lo que sucede con la ciudad de Vienne (Isère).

## Geografía

### Generalidades y límites
Independientemente de que Blois-Viena haya sido o no, en sentido estricto, una isla fluvial en vida, el distrito es una entidad separada de sus vecinos en varios aspectos.
Geográficamente, el río Loira forma una frontera clara con el resto de Blois. Rodeada de diques y del parque de la Bouillie, Viena está naturalmente aislada de los municipios vecinos de Vineuil, Saint-Gervais-la-Forêt y Chailles (con excepción de l'Arcou, que está enclavado en Bas-Rivière). En cuanto a las vías de comunicación, Viena se articula principalmente en torno a la avenue Wilson, con los muelles del Loira al norte (hacia Tours), la rue de la Croix-Rouge en el centro (hacia Bas-Rivière a través del cementerio), y la semirrocade formada por el RD 951 al circunvalar Viena por el sur. Por consiguiente, en caso de inundación excesiva, es probable que todos los habitantes del distrito sean evacuados porque el puente Jacques-Gabriel es la última vía de comunicación posible; en tales circunstancias, Viena queda efectivamente aislada ocasionalmente del resto de la orilla izquierda (la última vez fue en 2016).

### Subdivisiones
- Bas-Rivière,
- Bejun,
- Las Acacias,
- La Bouillie (o Boire),
- El Cementerio,
- El Colegio,
- La Creusille,
- La Iglesia,
- El Eperón,
- Las Métairies,
- La Motte,
- El Parque Expo,
- La Vacquerie.

## Historia

### Edad Antigua
El pasado de la comarca en aquella época está muy poco documentado pero, en 2013, las excavaciones arqueológicas realizadas por el Instituto francés de investigación arqueológica preventiva (INRAP) demostraron que cazadores-recolectores la ocuparon ya en el año 6.000 a. C. (hace 8.000 años), seguidos por galos (más concretamente por miembros del pueblo de los Carnutes) ya en el siglo IV a. C.. El emplazamiento, muy diferente de su configuración actual, era originalmente adecuado para estar rodeado de agua en caso de fuertes lluvias o inundaciones. De hecho, se construyó Viena sobre lo que de antaño fue una isla fluvial, pero debido a la falta de caudal de agua, sólo era una especie de península, rodeada de zonas pantanosas, convirtiéndose en una verdadera isla sólo en épocas de inundaciones.Otros historiadores, sin embargo, creen que Viena era una isla fluvial por derecho propio incluso después de la Antigüedad. En cualquier caso, el río Loira servía de protección natural a sus habitantes.
Se dice que la aldea gala se llamaba Evenna,derivado a su vez del nombre de la isla, que se denominaba Insula Evenna (literalmente "isla de Viena", donde Evenna significaría "río" en celta antiguo). Aunque probable, este nombre no es verificable, debido a la falta de documentos de la época.
Tras la conquista de Galia por los romanos en el siglo I a. C., éstos construyeron un primer puente de madera (conocido como puente antiguo) entre los siglos I y II d. C., cuyos cimientos aún pueden verse hoy en día cuando nivel del río Loira esté bajo. Con anterioridad, la presencia de puentes de piragua en el Loira y las excavaciones arqueológicas demuestran que las dos orillas han coexistido entre sí durante un periodo de tiempo aún más largo, aunque las costumbres siempre han diferido entre las dos orillas.
No obstante, durante el proceso de romanización, que comenzó en el siglo I d. C. con el establecimiento de la civitas, la isla parece haber sido el refugio de los galos antirromanos, mientras que los habitantes deseosos de integrarse en el Imperio se reunieron en la orilla derecha.

### Edad Media y Antiguo régimen

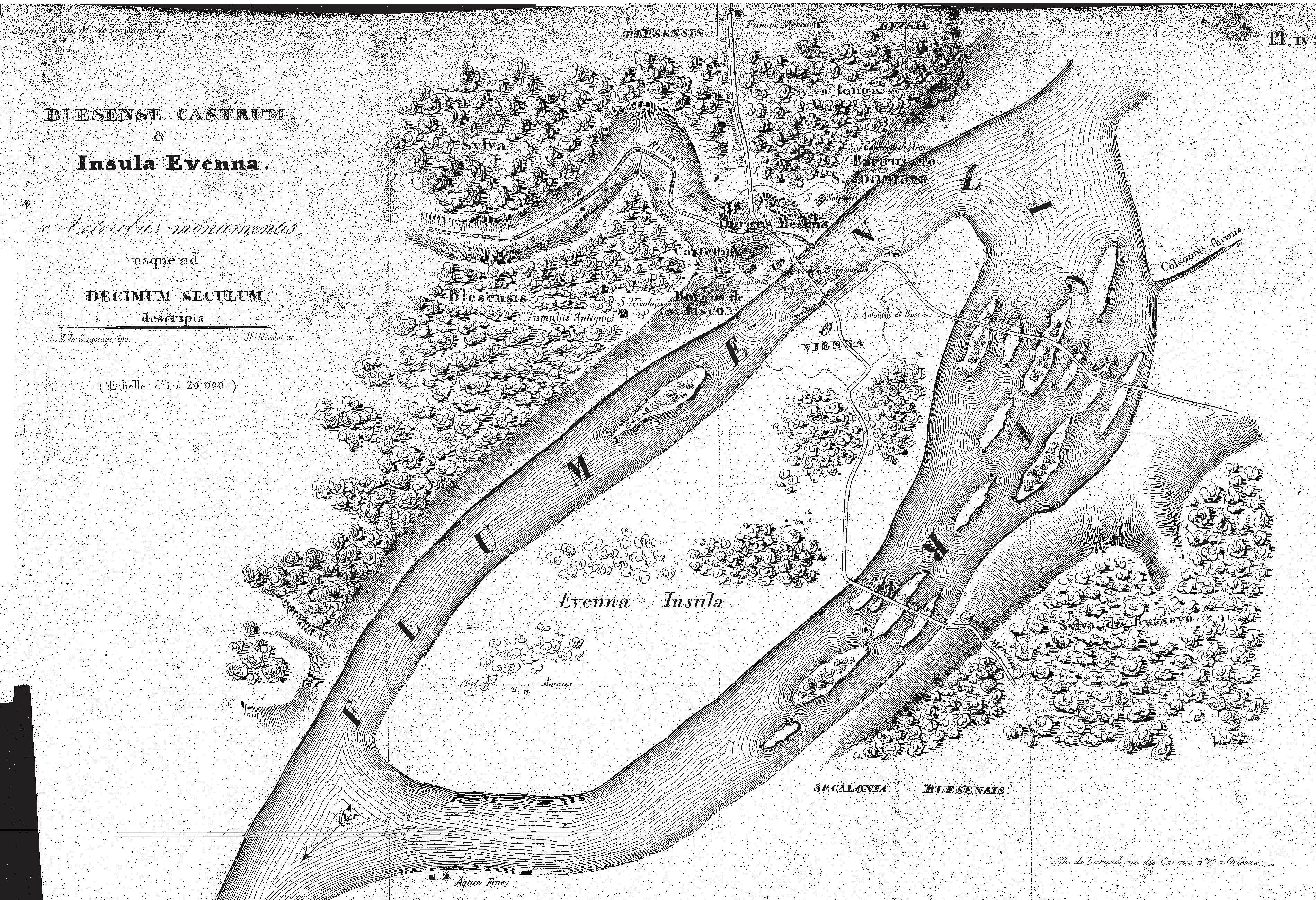
Mapa de la isla de Viena, con los puentes de Chartres y los de San Miguel.

#### La comarca independiente
Desde principios de la Edad Media, fue un señorío independiente pero vasallo del condado de Blois, que adoptó el nombre de Vienne-lez-Blois (más tarde Vienne-lès-Blois), y cuyo señor más antiguo conocido fue Raimundo de Viena, mencionado en 1169. El pueblo lo administraba la parroquia de San Saturnino, establecida en la capilla de San Antonio de los Bosques, en la orilla izquierda, frente al Burgo Mediano blesiano (en el actual centro urbano). El puente medieval se construyó en el siglo XI a instancias de los condes. El desarrollo del comercio en el río Loira y del puerto de la Creusille aportaron una prosperidad constante al pueblo de Viena. Posaderos, curtidores, prácticos y pescadores prosperaron. Los peregrinos que realizaron el Camino de Santiago por París y Tours se detenían aquí regularmente. Los monjes abrieron un primer hospital en el siglo XV, en plena guerra de los Cien Años.La construcción de la nueva iglesia de San Saturnino comenzó por orden de la reina Ana de Bretaña pero quedó inacabada desde que murió en 1514.
La comarca de Viena se articulaba principalmente en torno a dos ejes que parten del puente medieval, probablemente construido bajo el conde Odón II: uno que bordea el río Loira hasta el puerto, antes de unirse a los puentes de Chartres que conducen a Vineuil; el otro que une la iglesia y luego la cruz conocida como Boissée y la aldea de las Métairies para unirse a los puentes de San Miguel que conducen a Saint-Gervais-la-Forêt. Estos ejes siguen existiendo mediante estas calles:
- hacia Vineuil: quai Amédée Contant - rue des Ponts Chartrains ;

- hacia Saint-Gervais: quai Villebois-Mareuil - rue Croix Boissée - rue de la Croix Rouge - rue des Métairies.

Precisamente en la Edad Media, estos dos itinerarios formaban parte de la Via Turonensis, ya que tanto el paso por el puente de San Luis como la entrada en las fortificaciones de Blois estaban sujetos a peaje.
Las aldeas de Bejun y Bajo-Río ("Bas-Rivière"), situadas río abajo, están pobladas por algunas granjas y explotaciones de arrendatarios.

#### Integración a la ciudad de Blois
La ciudad fue anexionada a Blois en 1606, bajo el reinado de Enrique IV, cuando Felipe de Béthune, último señor de Viena, la intercambió con el dominio real (el condado se había integrado en el dominio de la Corono casi 40 años antes) por unas tierras en Soloña. Las aldeas de Bas-Rivière y Béjun, al oeste de la isla, pasaron a depender del municipio de Chailles.
En 1657, el duque Gastón de Orleans, conde de Blois por infantazgo y candidato fallido al trono, se aleja del castillo para instalarse en la orilla izquierda del Loira, cerca de la iglesia de San Saturnino. A su muerte, en 1660, su residencia se convirtió en hospital general.
El 10 de diciembre de 1700, la rue de la Chaîne fue recorrida por tres nietos de Luis XIV, a saber, los príncipes Luis, Carlos y Felipe; este último se encontraba justamente de viaje para recibir la Corona de España como Felipe V de España.

#### Un nuevo enlace entre Blois y Viena

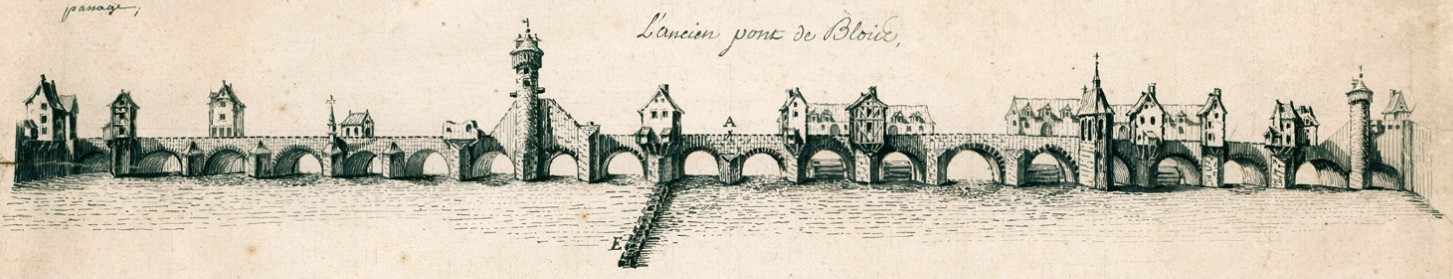
Grabado del puente medieval entre Blois -derecha- y Viena -izquierda- (archivos municipales).

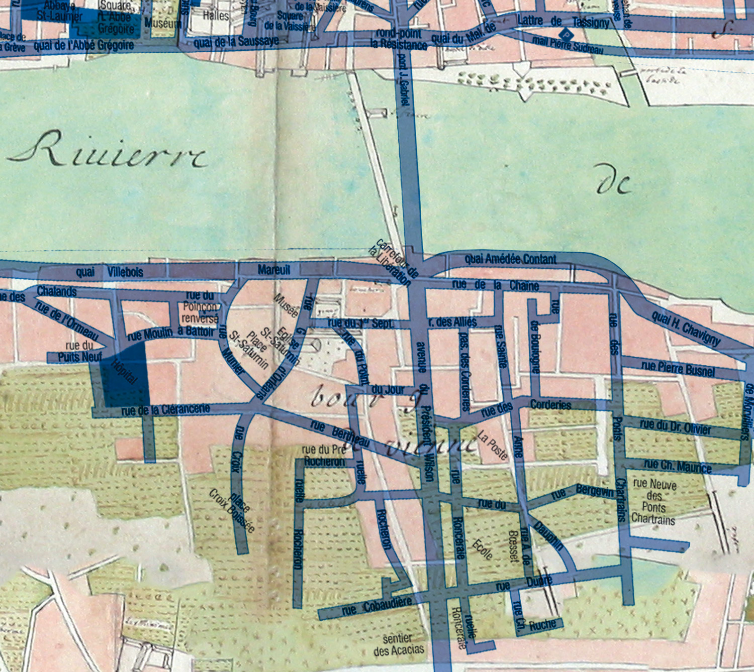
El nuevo trazado de las calles del barrio Viena tras la construcción del puente Jacques-Gabriel.

En febrero de 1716, el puente medieval se derrumbó bajo la presión de una violenta avenida del río Loira. Fue el duque Felipe II de Orleans, como posesor del condado de Blois, ahora adscrito a su ducado de infantazgo, que se hiciera cargo de las obras. En otoño, Jacques Gabriel, arquitecto principal del rey, recibió el encargo de construir el nuevo puente que acabaría llevando su nombre.Con la ayuda de un batallón de 600 hombres del regimiento de Piamonte, aprovechó la ocasión para consolidar los diques existentes alrededor del suburbio.En 1717, el canal de la Bouillie también fue desecado por un dique, uniendo así la isla de Viena con la orilla izquierda. En su lugar, se creó un aliviadero que podía inundarse en caso de crecida para proteger las zonas habitadas.
La construcción de un puente 70 m aguas arriba del anterior también llevó a Viena a reconsiderar su arteria principal. Los puentes de San Miguel y Chartres fueron abandonados progresivamente en favor del desarrollo de carreteras que pudieran utilizarse en las marismas secas. Así, aunque el puente Jacques-Gabriel se terminó en 1724, no fue hasta 1771 cuando se creó la carretera nacional en línea recta en el eje del puente hacia Saint-Gervais con la construcción de un puente sobre el Cosón, pero no fue hasta 1776 cuando se construyó definitivamente la avenue de Saint-Gervais, rebautizada en el siglo XX como avenue del Président Wilson (en detrimento de la rue Croix Boissée, que fue casi abandonada). Mientras tanto, el arquitecto Charles Gendrier permitió la construcción del quai de la Chaîne (actual quai Amédée Contant), inaugurado en 1765.

### Después de la Revolución

#### Viena y los caprichos del Loira
Ya en el siglo XVIII, Viena tuvo que hacer frente con regularidad a inundaciones de diversa consideración. La ruptura del hielo del río en 1716 también provocó inundaciones, y en 1755 el dique cedió en la Fosse Bigarée (por la actual rue de la Croix Nard). Más tarde, otra ruptura del dique provocó el desbordamiento del Loira adentro de Viena en febrero de 1784. Justo antes de la Revolución, el invierno de 1788 fue tan riguroso que el Loira se congeló durante unos cuarenta días, lo que provocó nuevas inundaciones en el barrio a partir del 19 de enero de 1789.

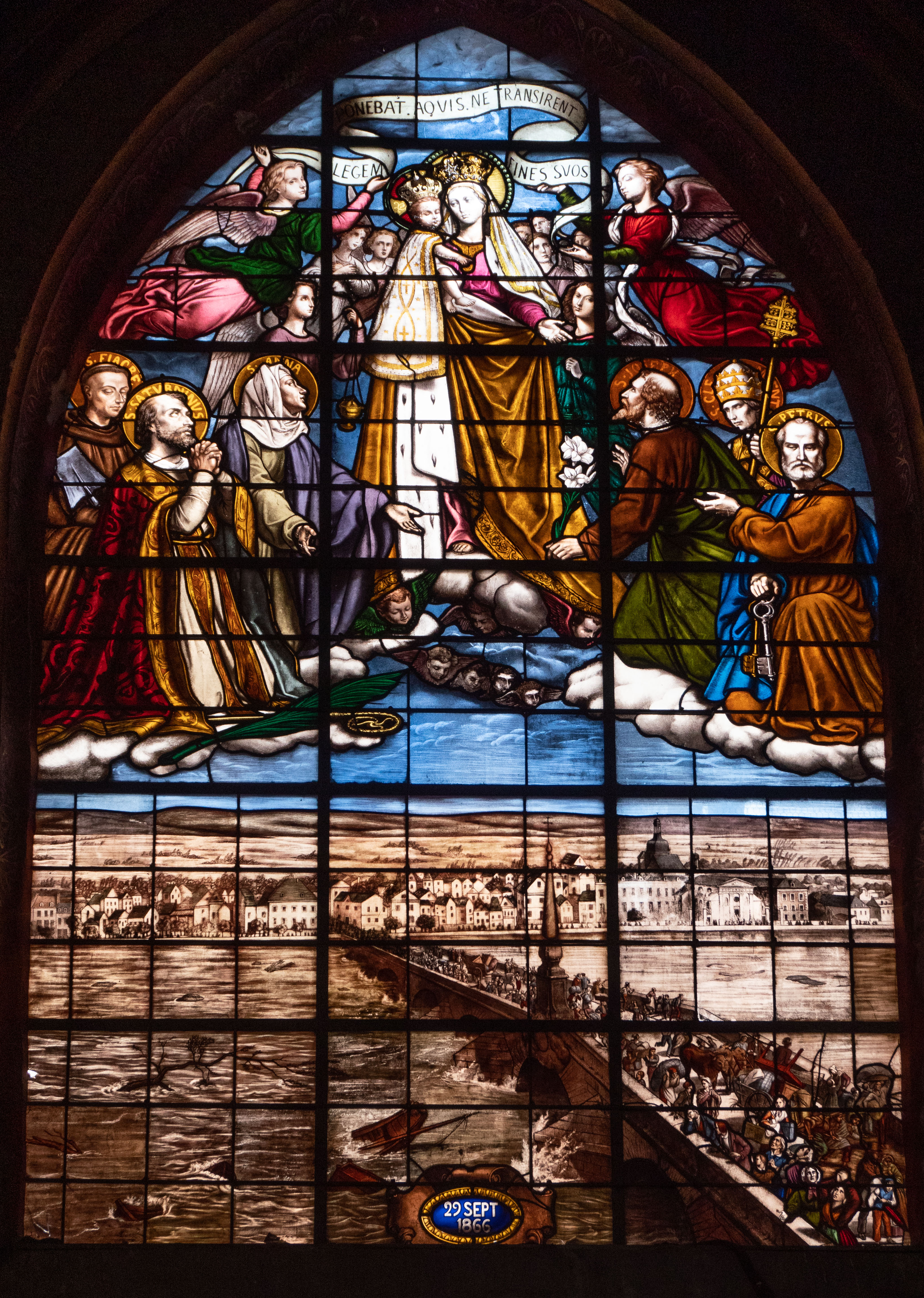
Vidriera de la invocación hecha a Nuestra Señora de las Ayudas para salvar el suburbio de Viena de las inundaciones de 1866 (iglesia de San Saturnino).

Tras la Revolución de 1789, el suburbio tuvo dificultades para hacer frente a las sucesivas inundaciones centenarias del siglo XIX: primero en octubre de 1846, luego en junio de 1856 (la peor de todas las inundaciones registradas en Blois desde 1789, cuando casi el 90% de Viena quedó sumergida), y de nuevo en septiembre de 1866. Poco después también se produjo la inundación de octubre de 1907, la mayor del siglo XX.

#### Época moderna
La Revolución de 1789 y el rechazo de los revolucionarios a los símbolos religiosos llevaron a los jacobinos de Viena a cambiar la Cruz de Madera en 1793 y a establecer una Columna de los Derechos Humanos ataviada con un gorro frigio. No obstante, el monumento fue restaurado a una cruz de piedra durante la Restauración borbónica.
Mientras tanto, la derrota de Napoleón en Waterloo en 1815 sumió a Francia en la ocupación. Blois estuvo dividida en dos durante tres años: la orilla derecha fue ocupada por soldados prusianos, Viena por soldados franceses.
La carretera de Loches a Blois (o "levée de Chailles"), que une Viena con Chailles a lo largo del río Loira, se construyó entre los años 1820 y 1840.
Al principio de la Revolución industrial y hasta 1850, Viena era el único suburbio de Blois que albergaba industrias, entre ellas una alfarería, una cervecería y una serrería de vapor.
En los años 1860, el pintor Ulysse Besnard dejó su puesto de director del museo municipal para dedicarse a la cerámica en un taller de Viena. Le siguieron discípulos como: Émile Balon, Alexandre Bigot, Gastón Bruneau, Josaphat Tortat, Adrien Thibault.
Durante la guerra franco-prusiana, la ciudad fue ocupada pero el suburbio fue escenario del asalto de los generales Pourcet y Chabron desde Cheverny. Su victoria el 28 de enero de 1871 (odónimo), unos días antes de la entrada en vigor del armisticio de Versalles, permitió la liberación de Blois, a pesar de que el puente estaba cortado y la pasarela provisional era intransitable.

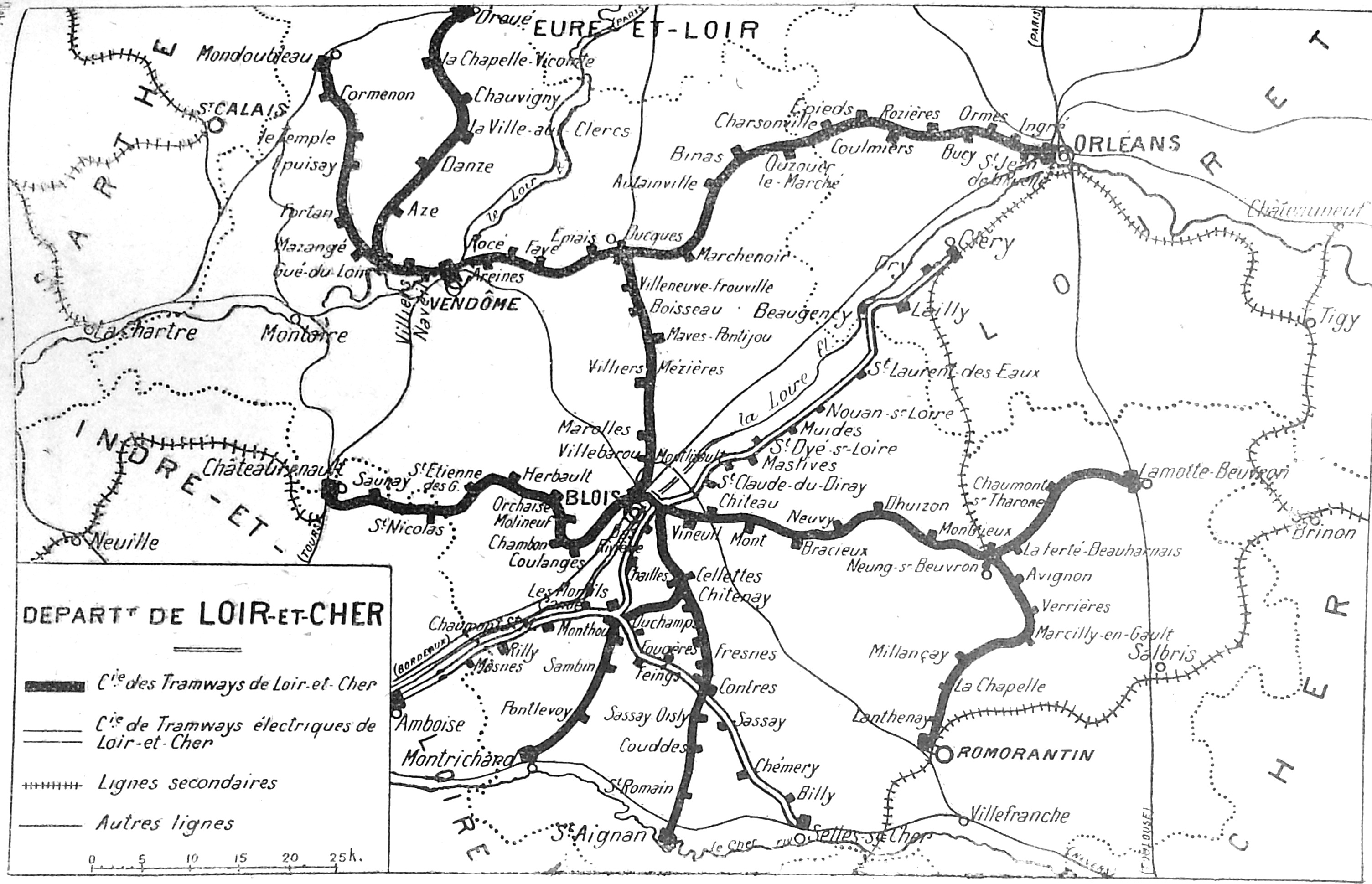
Plano de la red departamental de tranvías en su apogeo en 1928.

La llegada del ferrocarril a Blois en el 1846 inició el abandono del puerto de la Creusille, que tuvo que reinventarse. En 1888, los raíles llegaron incluso a Viena, con la apertura de una primera estación en rue Ronceraie cuyos tranvías de vapor daban acceso a la red sur de los Tranvías de Loir y Cher (TLC). En 1910, el municipio de Blois se dotó de una red municipal de tranvías eléctricos. Así, Viena fue atravesada por las líneas ①, ③ y ④ del Tranvía de Blois (TEB), que utilizaban dos vías comunes en la avenue de Saint-Gervais. Por último, a partir de 1913, la red departamental de TLC fue completada por los Tranvías Eléctricos de Loir y Cher (TELC), que construyeron una segunda estación, cercana a la primera, en la rue Dupré, e inauguraron la línea Amboise–Cléry, que también daba servicio a una estación de Bas-Rivière. En total, el suburbio estaba conectado en aquella época con numerosos destinos: Lamotte-Beuvron, Saint-Aignan, Montrichard, Romorantin, Amboise, Cléry, Selles-sur-Cher. El servicio sobrevivió a la Primera Guerra Mundial, pero las tres redes de tranvías fueron suprimidas en el departamento en 1934, durante la Gran Depresión.
En los años 1930, los miembros del circo Amar se instalaron en el barrio de las Métairies dejando un odónimo. En la rue Sourderie se construyó una urbanización que sigue existiendo en la actualidad. En esta zona sigue funcionando la Escuela Blesiana de Circo.

### Viena durante la Segunda Guerra Mundial
A inicios la Segunda Guerra Mundial, el suburbio vio por primera vez una multitud de refugiados que huían de los territorios invadidos por la Alemania nazi en el noroeste de Francia. Al igual que los habitantes de Blois, en la orilla derecha, las Vienesas y menores de 13 años fueron a su vez llamados a evacuar desde la noche del 14 de junio de 1940 (el decreto municipal se había publicado a las 11 de la noche). Aunque los primeros proyectiles fueron disparados sobre la orilla derecha a las 2 de la madrugada del día 15, los accesos occidentales al puente en Viena fueron alcanzados en la mañana del día 16. Hacia el mediodía, el depósito de fuelóleo se incendió, formando una espesa humareda negra en toda la zona. La antigua estación de Blois Électrique fue requisada en beneficio de los cuidadores movilizados en la Bourse du Travail. El puente fue cortado el día 18 hacia el mediodía por iniciativa de los habitantes de Blois para frenar el avance de las tropas alemanas,que entraron en la ciudad esa misma tarde. Al día siguiente, hubo intercambio de obuses entre las dos orillas y las fuerzas francesas, entonces en Viena, alcanzaron varios monumentos, entre ellos la Prefectura, el Tribunal y la escalera Denis-Papin. El día 20, sin embargo, los soldados se vieron obligados a retirarse más al sur, hacia Montrichard (Romorantin ya había caído en manos de los nazis). El 21, todos los Blesianos sanos presentes en la ciudad fueron requisados de la kommandantur, situada entonces en el centro de la ciudad (3, rue Porte-Côté), para restablecer el estado de las carreteras de la ciudad. El día 22 se firma el armisticio, que pone al Estado francés a sueldo del III Reich y a Blois al norte de la línea de demarcación. Entre los soldados franceses hechos prisioneros, los nazis fusilaron a 6 soldados coloniales. Estos últimos fueron enterrados por los lugareños en el cementerio de Viena.
Durante la ocupación, el puente se rompió y los vieneses que quedaban y los nazis tuvieron que utilizar transbordadores desde la Creusille para llegar a la orilla derecha, antes de que se construyera una pasarela provisional. Los elefantes del circo Amar ayudaron con el trabajo en Viena, sobre todo con el transporte de mercancías y el arado.
Después del Día D, el puente fue destruido de nuevo tras dos bombardeos el 14 y el 27 de junio de 1944 por la aviación estadounidense. El 16 de agosto, el barrio sirvió de refugio a los últimos nazis tras el levantamiento de la Resistencia en la orilla derecha. Los soldados, principalmente de las Juventudes Hitlerianas, acabaron volando el obelisco y los tres arcos centrales del puente. Mientras los habitantes de Blois celebraban la liberación de París el día 25, Viena fue finalmente liberada dos semanas más tarde, el día 1 de septiembre (odónimo), tras un último incendio provocado por los ocupantes que huyeron hacia el sur.

### Época contemporánea
La manzana situada entre la rue Gaston d'Orléans y la avenue Wilson, destruida por los bombardeos alemanes, fue reconstruida entre 1945 y 1957 según los planos del arquitecto Paul Robert-Houdin, nieto del famoso mago Jean-Eugène. La rue des Alliés y la rue du 1er Septembre fueron atravesadas en esta época para unirse a la avenue Wilson.
En 1970 se construyó un segundo puente sobre el Loira para unir Viena con la orilla derecha desde el este, el puente Charles-de-Gaulle, y luego un tercero desde el oeste en 1994 con el puente François-Mitterrand, llevando el nombre de dos presidentes de la Quinta República francesa.
En los años 1980, se inició la construcción en la zona de la Bouillie. Se construyeron un centro de exposiciones, un hipódromo, campos de fútbol, huertos y viviendas. El ayuntamiento ganó el pleito contra los nuevos propietarios u ocupantes de estas viviendas, a los que se pidió que no invirtieran en esta zona inundable. Desde entonces, se han construido otras instalaciones en los diques, como la piscina Aggl'eau y las pistas de tenis municipales.
En 1995 se prohibió la extracción de arena, practicada por los cernidores desde la Edad Media, por considerarse perjudicial para el río.
Desde 2016, Viena pudo beneficiarse del programa Aménagement Cœur de Ville-Loire (ACVL) del Ayuntamiento para reurbanizar toda la avenue Wilson. 
Otros proyectos en curso son la rehabilitación de la manzana San Saturnino y del embalse de Bouillie. En 2022, la antigua residencia de Gastón de Orleans y hospital de Viena se convirtió en un hotel-restaurante de lujo.

## Cultura

### Patrimonio

#### Monumentos históricos y sitios clasificados
Blois-Viena alberga varios monumentos o sitios clasificados como bienes de interés histórico:
- el atrio de San Saturnino:  Clasificado MH (1886),
- la iglesia de San Saturnino:  Clasificado MH (1942),
- las orillas del Loira y el puerto de la Creusille:  Patrimonio mundial (2000),
- los puentes de Chartres y de San Miguel:  Clasificado MH (2006).

#### Lugares de interés
La avenida Wilson y sus comercios constituyen actualmente el eje principal del barrio, atravesándolo de noroeste a sureste, en la continuidad del puente Jacques-Gabriel. La iglesia de San Saturnino se sitúa en un eje paralelo, accesible desde la rue Croix-Boissée. Cerca, el atrio epónimo es uno de los cuatro últimos de Francia, y la antigua residencia del duque Gastón de Orleans domina el Loira ofreciendo un panorama sobre Blois.
En la orilla vienesa, los frentes edificados reúnen todas las características de este elemento arquitectónico típico del valle del Loira: abierto al río y marcado por un puente, diques, muelles, viviendas agrupadas, todo ello en torno a una iglesia y un puerto. Los edificios del quai Villebois-Mareuil fueron diseñados por el arquitecto blesiano Paul Robert-Houdin, nieto del ilusionista Jean-Eugène, en el marco de la reconstrucción de posguerra.
El antiguo puerto de la Creusille se convirtió en un parque urbano a orillas del río y, desde el año 2000, figura en la lista del Patrimonio de la Humanidad por la Unesco. Como parte del patrimonio del río Loira más que ninguna otra parte de Blois, Viena forma parte naturalmente del programa de La Loire à vélo y de la EuroVelo 6. Por tanto, las orillas del Loira son accesibles en bicicleta, salvo en caso de inundación.
Para los paseantes, el ayuntamiento instaló clavos de bronce que trazan la historia del barrio a través de las calles del casco antiguo. También hay marcadores de las inundaciones de 1856 y 1866 en todo el distrito (accesos a escuelas, la Creusille, rue de la Chaîne, etc.).
Otras muchas huellas de la historia son visibles en Viena. Por ejemplo, varias casas con entramado de madera, piezas de loza en las fachadas o posadas han sobrevivido desde el Renacimiento. Aunque el Hôtel de los Tres Reyes (mencionado en 1577 como Hôtel de los Tres Mauros) ha sido sustituido por el Hôtel del Pabellón, la Auberge de la Creusille (también mencionada en el siglo XVI) es hoy un restaurante gastronómico.

#### Cruces y pontazgo de Viena
En la Edad Media, las puertas de Vienne se indicaban a menudo con la presencia de una cruz, signo de entrada en el territorio de una parroquia. Así, en el extremo noreste de Viena, a la salida del puerto de la Creusille, se alza una Cruz de los Pescadores. Se erigió para proteger a los marineros y pescadores de los peligros del río. La Cruz de Madera marcaba la entrada sur de la ciudad. Inicialmente situada en el cruce de las rue Croix Boissée y rue Cobaudière, fue sustituida por una cruz de piedra y trasladada al centro de la calle odónima. Más al oeste, la Cruz Roja se situaba en el cruce de las carreteras que conducían a Bas-Rivière, por un lado, y a Saint-Gervais-la-Forêt a través de los antiguos puentes de San Miguel. Por último, una Cruz del Calvario de Bas-Rivière señala la entrada a la aldea del mismo nombre, aún más al oeste.
Cuando el pueblo pasó a formar parte de la ciudad de Blois en 1606, se construyó una oficina de pontazgo (en francés: "un octroi") a la entrada de la avenida Wilson para señalar la entrada a la ciudad (y, por tanto, el pago del tributo de peaje).

#### Edificios o servicios desaparecidos
- Antiguo teatro Monsabré (destruido en 1940),
- Cine "Les Césars" (transformado en galería de arte),
- Estación de Blois-Viena (transformada en viviendas),
- Estación de Blois Électrique (adscrita a la ALCV),
- Oficina de pontazgo de Viena (transformada en viviendas),
- Puente de San Luis (destruido en 1716),
- Tranvías de Blois, TLC y TELC (desmantelados en 1934).

### Ocio
Cada verano, una guinguette abre sus puertas en el puerto de la Creusille, reconvertido en puerto deportivo y parque urbano. En abril, el recinto ferial acoge un parque de atracciones. En la rue Bertheau, una escuela pública gestiona el teatro Monsabré, heredero del teatro del mismo nombre destruido en 1940.

### Religión
Blois-Viena es la cuna de la leyenda de Nuestra Señora de las Ayudas ("Notre Dame des Aydes" en francés). En el siglo XVI, se dice que unos marineros de la Creusille sacaron una estatua en sus redes y la depositaron en la iglesia de San Saturnino. Se convirtió en la vocación de la ciudad de Blois tras una epidemia de peste en 1831, una epidemia de cólera en 1848 y las crecidas del río Loira.
La iglesia de San Saturnino no es el único lugar de culto de Viena. También hay dos iglesias evangélicas (rue Sainte-Anne y rue de Bas-Rivière) y una iglesia portuguesa (rue Jean de Morvilliers).

### Vigilancia a inundaciones
Históricamente, Viena se ha inundado varias veces, causando diversas pérdidas humanas y materiales, así como evacuaciones. Hoy en día, el plan de prevención de riesgos de inundación (PPRI) prevé varios niveles en caso de subida del nivel del río Loira :
- a los 4.30 m: inicio de la fase de vigilancia ;
- a los 4.80 m: el puerto de la Creusille queda sumergido y la carretera de Blois a Chailles queda cortada en el puente sobre el Cosón;
- a los 4.90 m: el parque de la Bouillie está inundado, Viena está aislada del resto de la orilla izquierda y el paso del puente Jacques-Gabriel está regulado;
- a los 5.40 m: evacuación general del barrio.

## Personas vinculadas con el barrio
- Pedro de Blois (nacido circa 1130),
- Jules Contant (1852-1920), pintor,
- Marcel Bühler (fallecido en 1965), gran combatiente de la Resistencia y alcalde de Blois bajo la presidencia de De Gaulle, desde 1959 hasta su muerte,
- Bernard Lorjou (1908-1986), pintor y grabador.